# Syngnathus scovelli
Syngnathus scovelli és una espècie de peix de la família dels singnàtids i de l'ordre dels singnatiformes.

## Morfologia
- Els mascles poden assolir 18,3 cm de longitud total.[1][2]

## Reproducció
És ovovivípar i el mascle transporta els ous en una bossa ventral, la qual es troba a sota de la cua.

## Hàbitat
És un peix demersal de clima tropical que viu fins als 6 m de fondària.

## Distribució geogràfica
Es troba des del nord-est de Florida i el nord del Golf de Mèxic fin al Carib sud-americà. És absent de les Índies Occidentals.